# Rhodophana
Rhodophana es un género de hongos en la familia Entolomataceae. Inicialmente fue descrito como género en 1947 por Robert Kühner, pero la descripción fue inválida hasta que fue publicada nuevamente en 1971, como subgénero de Rhodocybe. No fue considerada como género hasta que se determinó que Rhodocybe polifilético y Kluting et al. resucitaron el nombre en 2014 como parte de una reclasificación basada en ADN de la familia.
Rhodophana se distingue de otros géneros de Entolomataceae porque posee conexiones en fíbula y basada en la estructura de la piel del sombrero. Este género posee un cutis exterior delgado en una sola capa que se adosa con la trama principal mientras que los otros miembros de la familia poseen una piel del sombrero de dos capas. La especie tipo es Rhodophana nitellina.
Su nombre deriva de  "rhodon" (ῥόδον) = "rosado" (en referencia al color de las esporas y laminillas) y "phanos" (φανός) = brillante o conspicuo (en referencia al color del sombrero).